# Reinhold Seeberg
Reinhold Seeberg, né le 5 avril 1859 à Pörrafer (Pööravere) en Estonie, alors sous domination russe et mort le 23 octobre 1935 à Ahrenshoop, est un théologien protestant allemand.

## Biographie
Seeberg étudia à partir de 1878 la théologie à l'université de Dorpat, aujourd'hui Tartu, où l'avait précédé son frère Alfred Seeberg (et où il fut comme lui membre de la corporation étudiante Neobaltia), puis après 1883 à Berlin, Leipzig et Erlangen. En 1884, il devint chargé de cours pour la théologie systématique à Dorpat, et la même année professeur de religion au lycée de jeunes filles de la ville. En 1889, il reçut le titre de docteur honoris causa de la faculté de théologie et fut appelé comme professeur titulaire pour l'exégèse néotestamentaire et l'histoire de l'Église, puis en 1894 pour la théologie systématique à l'université d'Erlangen. En 1898, il passa comme professeur de théologie systématique à l'université de Berlin, où il enseigna jusqu'à 1927. En 1900-1901 et 1905-1906 il fut doyen de la faculté de théologie. En 1908 il devint président du kirchlich-sozialer Bund. En 1910 il fut nommé conseiller secret au Consistoire.
Pendant la Première Guerre mondiale, il fut chargé de conférences destinées aux aumôniers militaires sur différents théâtres d'opérations. En 1918-1919 il devint recteur de l'université de Berlin. De 1923 à 1931, il dirigea comme président le Comité central pour la mission intérieure de l'Église évangélique d'Allemagne. Il fut cofondateur et le premier président de la Conférence internationale pour la mission intérieure et le diaconat (Internationale Konferenz für Innere Mission und Diakonie). En 1927 il fut libéré de ses tâches administratives, mais continua son enseignement à l'université et fonda en 1927 l'Institut pour l'éthique sociale (Institut für Sozialethik) à l'université de Berlin.
Outre son titre de docteur honoris causa en théologie de l'université de Dorpat, il reçut également, toujours honoris causa, le titre de docteur en philosophie de l'université d'Erlangen (1910), de docteur en droit de l'université de Breslau (1911) et de docteur en médecine de l'université de Halle (1919).
Son frère Alfred (1863-1915) et son fils Éric Seeberg (1888-1945) furent également théologiens.

## Œuvres
- Zur Geschichte des Begriffs der Kirche, Mag.-Diss.
- Begriff der christlichen Kirche, 1885
- Brauchen wir ein neues Dogma?, 1892
- Lehrbuch der Dogmengeschichte, 4 volumes, 1895-1920
- Gewissen und Gewissensbildung, 1896
- Die Kirche und die soziale Frage, 1897
- Melanchthons Stellung in der Geschichte der Kirche und der Wissenschaft, 1897
- Die Bußlehre des Duns Scotus, 1898
- An der Schwelle des 20. Jahrhunderts, 1900
- Die Theologie des Duns Scotus, 1900
- Grundriß der Dogmengeschichte, 1901
- Die Grundwahrheiten der christlichen Religion, 1902
- Die Kirche Deutschlands im 19. Jahrhundert, 1903
- Luther und Luthertum in der neuesten katholischen Beleuchtung, 1904
- Das Abendmahl im Neuen Testament, 1905
- Die kirchlich-soziale Idee und die Aufgaben der Theologie in der Gegenwart, 1907
- Offenbarung und Inspiration, 1908
- Sinnlichkeit und Sittlichkeit, 1909
- Kirche, Gnadenmittel und Gnadengaben, 1910
- System der Ethik, 1911
- Nähe und Allgegenwart Gottes, 1911;
- Ursprung des Christusglaubens, 1914
- "Seeberg-Adresse", 20. Juni 1915
- Was sollen wir denn tun?, 1915
- Geschichte, Krieg und Seele, 1916
- Ewiges Leben, 1920
- Christentum und Idealismus, 1921
- Zum Verständnis der gegenwärtigen Krisis in der europäischen Geisteskultur, 1923
- Christliche Dogmatik, 2 Bände 1924/1925
- Die Geschichte und Gott, 1928
- Ist christliche Sozialethik wissenschaftlich möglich?, 1930